# Acido azinico
L'acido azinico o acido nitronico è  un ossiacido di formula condensata H2NOOH che può essere considerato come l'N-ossido dell'idrossilammina. La molecola è elettricamente neutra, tuttavia presenta due cariche nette, una positiva e una negativa dislocate rispettivamente sull'atomo di azoto e sull'atomo di ossigeno non legato all'idrogeno. La molecola rappresenta la struttura base da cui derivano gli acidi nitronici organici.

## Gruppo azinoile
Gli azinoil-derivati sono molecole contenenti il gruppo azinoile -NH2O (conosciuto anche come osso-lambda(5)-azanile) che deriva dalla struttura dell'acido nitronico privato del gruppo -OH. 
Il concetto non va confuso con quello di azinato, ovvero la forma ionica dissociata dell'acido nitronico di formula H2NO2−, molecola che a sua volta presenta caratteristiche chimico-fisiche differenti dai corrispondenti azinati organici.